# LG Optimus One
El Optimus One es un teléfono inteligente de gama media fabricado por LG. Es el primero de la serie Optimus compuesta en total de 11 modelos. Se puso a la venta con el sistema operativo Android, versión 2.2 (Froyo) y posteriormente LG facilitó la adopción de la versión 2.3 (Gingerbread). CyanogenMod 7.2 es compatible con el modelo.
Desde que el modelo salió a la venta, el 3 de noviembre de 2010, LG ha producido múltiples variantes para diferentes compañías de telefonía móvil en Estados Unidos y Canadá } Las ventas del teléfono superaron los dos millones de unidades en todo el mundo a los dos meses de su salida al mercado.

## Configuraciones
El modelo Optimus One P500 fue el primero que salió al mercado, a mediados de noviembre de 2010. Esta versión del teléfono se puso a la venta an Asia, Europa y Canadá y funciona con el protocolo GMS. Opera también en laredes 3G mediante HSDPA y HSUPA y usa tecnología Wi-Fi con 802.11 b/g.
A causa de las diferentes tecnologías empleadas por los operadores de telefonía móvil en Estados Unidos, existen numerosas variantes del teléfono, con diferencias en la forma y disposición de los botones, la forma del reborde lateral metálico y la interfaz suministrada por LG o compañía telefónica correspondiente. Existen versiones que operan a distintas frecuencias, con protocolos basados en GSM o CDMA, y con diferentes velocidades de microprocesador; otras cuentan con un módem de mayor capacidad, un teclado real y una cámara digital de mejor calidad. Para denominar las diferentes variantes, normalmente la palabra «One» es reemplazada por una sola letra representando a la compañía operadora: por ejemplo, MetroPCS comercializa el LG Optimus M, T-Mobile USA ofrece el LG Optimus T, etc. Además de estas variantes también existen las siguientes:
- LG Optimus S, para Sprint.[8]
- LG Optimus 3G, para Telus Mobility
- LG Optimus C, para Cricket Wireless.
- LG Phoenix, para AT&T Mobilityen los Estados Unidos y Rogers Wireless y Chatr en Canadá.
- LG Thrive, para AT&T Mobility, similar al LG Phoenix y usado como teléfono de post-pago.[9]
- LG Optimus U, para US Cellular.[10]
- LG Optimus V, de Virgin Mobile USA.[11]
- LG Vortex, para Verizon Wireless.[12]

## Variante
Existe otra variante del Optimus One llamada LG-P500H que mejora características como una RAM 512, y memoria interna de 200MB.

## Actualización
El 9 de diciembre de 2010, LG anunció que actualizaría el Optimus One al sistema operativo Android 2.3. El 25 de junio de 2011 publicó el programa para realizar la actualización, empezando con los teléfonos comercializados en Rumanía. Durante los meses siguientes la actualización devino disponible gradualmente en más países y versiones del móvil.
El Optimus One se encuentra en la lista de aparatos compatibles con el sistema operativo de código abierto Cyanogenmod desde la versión 7.2 y se puede instalar la versión 4 de Android, conocida como Ice Cream Sandwich, aunque esta actualización presenta problemas con la reproducción de vídeos de resolución alta.